# Noria de Ángeles
Noria de Angeles é um município do estado de Zacatecas, no México.